# 니쿠라군

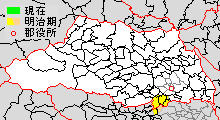
사이타마현 니쿠라군의 범위

니쿠라군(新座郡)은 사이타마현(무사시국)에 있던 군이다. 시라기군(新羅郡 신라군[*])이라고도 했다.

## 군역
현재의 행정 구역으로 아래 구역에 해당한다.
사이타마현
- 와코시(전역)
- 아사카시(전역)
- 니자시(전역)
- 시키시(일부)
- 도다시(일부)

도쿄도
- 네리마구(일부)
- 니시토쿄시(구 호야시 구역)

## 역사
758년(덴표호지 2년) 8월 24일, 조정은 귀화한 신라 승려 32명, 비구니 2명, 남자 19명, 여자 21명을 무사시국 다마군과 아다치군의 빈 곳으로 이주시켰다. 이것이 시라기군(신라군)의 시작이다. 이전인 지토 천황 원년(687년)과 4년(690년)에도 무사시국에서 신라인을 이주시킨 적이 있었다.
메이지 시대의 군청는 기타아다치군의 우라와정에 공동으로 놓여졌다. 1896년 3월 29일, 군제 시행에 따라 전역이 기타아다치군에 편입되고 소멸했다.
- 1879년 3월 17일 - 군구정촌 편제법이 시행되면서 행정 구역으로 니쿠라군(新座郡)이 발족.

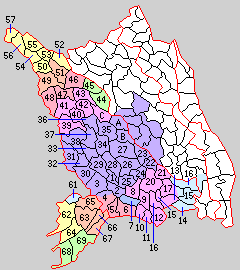
61.시키정 62.오와다정 63.히자오리촌 64.가타야마촌 65.우치마기촌 66.니쿠라촌 67.시라코촌 68.호야촌 69.구레하시촌 (빨강:도다시 63+65:아사키시 66+67:와코시 노랑:니자시 물색:시키시, 녹색:도쿄부 편입 1~57과 A~C는 기타아다치군)

- 1889년4월 1일 - 정촌제가 시행되면서 아래 정촌이 설치됨.(2정 7촌)
  - 시키정(志木町): 현 시카시
  - 오와다정(大和田町): 현 니자시
  - 히자오리촌(膝折村): 현 아사키시
  - 가타야마촌(片山村): 현 니자시
  - 우치마기촌(内間木村): 현 아자키시, 도다시
  - 니쿠라촌(新倉村): 현 와코시, 도쿄도 네리마구
  - 시라코촌(白子村): 현 와코시
  - 호야촌(保谷村): 현 도쿄도 니시도쿄시
  - 구레하시촌(榑橋村): 현 도쿄도 네리마구
- 1891년 6월 15일 - 구레하시촌과 니쿠라촌의 일부가 도쿄부 기타토시마군 샤쿠지이촌의 일부와 협병하여 도쿄부 기타토시마군 오이즈미촌이 발족. 군에서 이탈.(2정 6촌)
- 1896년 4월 1일 - 기타아다치군·니쿠라군의 구역이 합쳐져 새로이 기타아다치군(北足立郡)이 발족. 니쿠라군은 폐지됨.